# Rosskofel
Der Rosskofel (italienisch Monte Cavallo di Pontebba) ist ein Berg in der italienischen Gemeinde Pontebba in den Karnischen Alpen. Er hat eine Höhe von 2239 m s.l.m. Nördlich des Gipfels verläuft die Staatsgrenze zwischen Österreich und Italien, der Vorgipfel (2205 m) liegt genau auf der Grenze. Während des Ersten Weltkrieges verlief von 1915 bis 1917 die österreichisch-ungarische Frontlinie über den Rosskofel. Die auf italienischem Staatsgebiet liegenden Teile des Rosskofels sind Teil des NATURA 2000 Schutzgebietes Alpi Carniche (Natura-2000-ID IT3321001).

## Normalweg
Der Normalweg führt von Norden aus dem Rudnigsattel unschwierig und markiert im Schutt- und Blockgelände über den Vorgipfel und von dort auf den Hauptgipfel. Als Stützpunkt und Unterschlupf dient das Bivacco Ernesto Lomasti unterhalb des Rudnigsattels. Von der Winkel Alm südwestlich des Nassfelds führt am Ende des Winkeltales durch die Nordwand die 1969 angelegte Via Ferrata Enrico Contin und über den Ostgrat zum Gipfel.
Bei schönem Wetter kann man vom Gipfel aus bis zum Großglockner schauen.

## Alpinismus
Der unschwierig erreichbare Gipfel wurde wahrscheinlich von Hirten oder Jägern zu einem unbekannten Zeitpunkt erstiegen. Die erste dokumentierte alpinistische Besteigung unternahm Julius Kugy um 1890. 1904 wurde die Nordwand durch Lothar Spatera bestiegen, durch die der Klettersteig Enrico Contin führt. Bedeutende Winterbegehungen fanden in den 1970er und 1980er Jahren statt. Zwischen dem 22. und 23. Jänner 1974 fand die erste Winterbegehung des gesamten Kammes zwischen dem nordwestlich gelegenen Trogkofel (2279 m) und dem südwestlich des Rosskofels liegenden Monte Malvuerich (dt. Malurch) (1899 m) durch Gianni Gransinic und Walter Cucci statt. Am 20. Februar 1988 folgte die erste Alleinbegehung mit Tourenski der gesamten Untergruppe durch Mario Di Gallo.

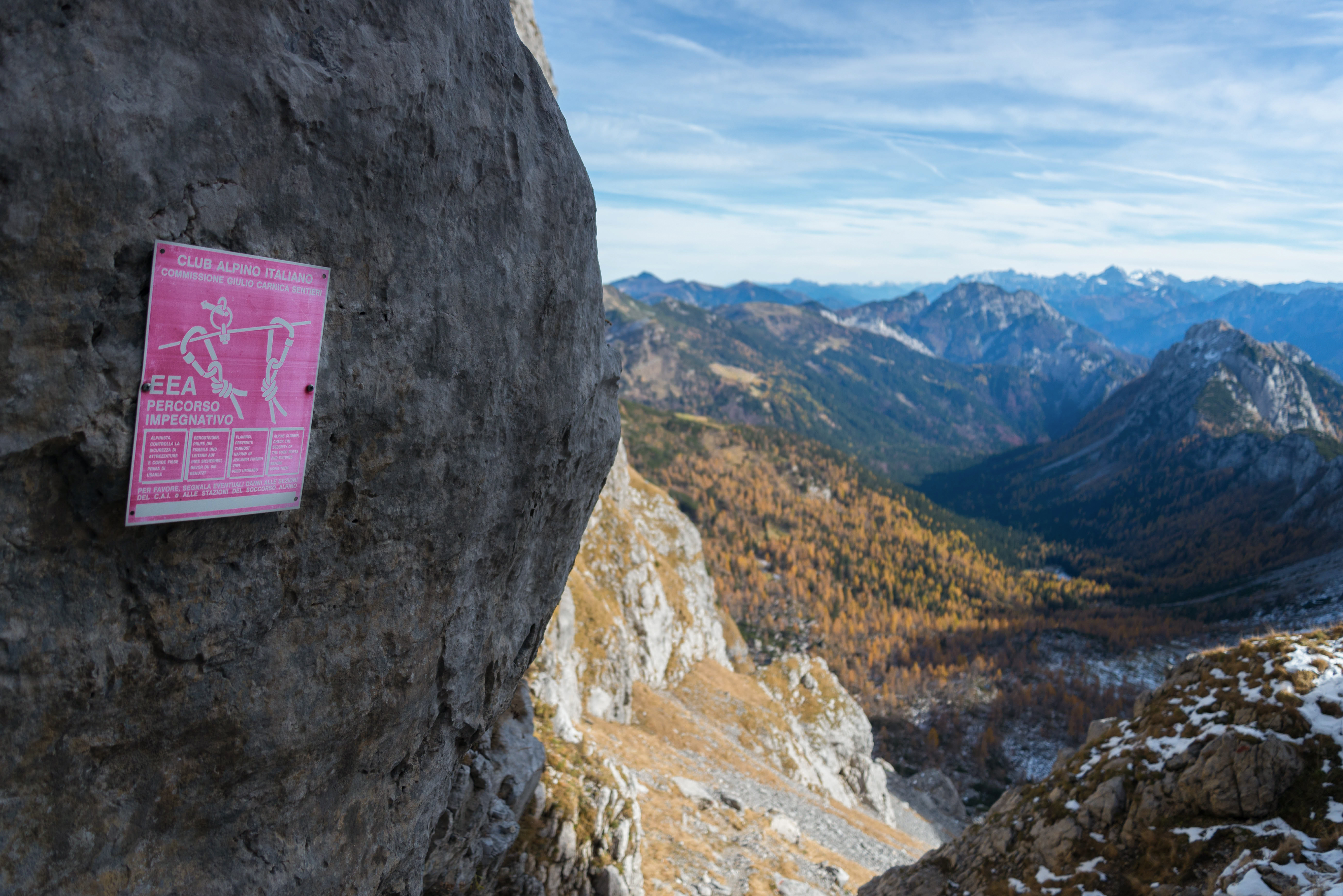
Nordwand des Rosskofels mit Klettersteig Enrico Conti und Winkeltal
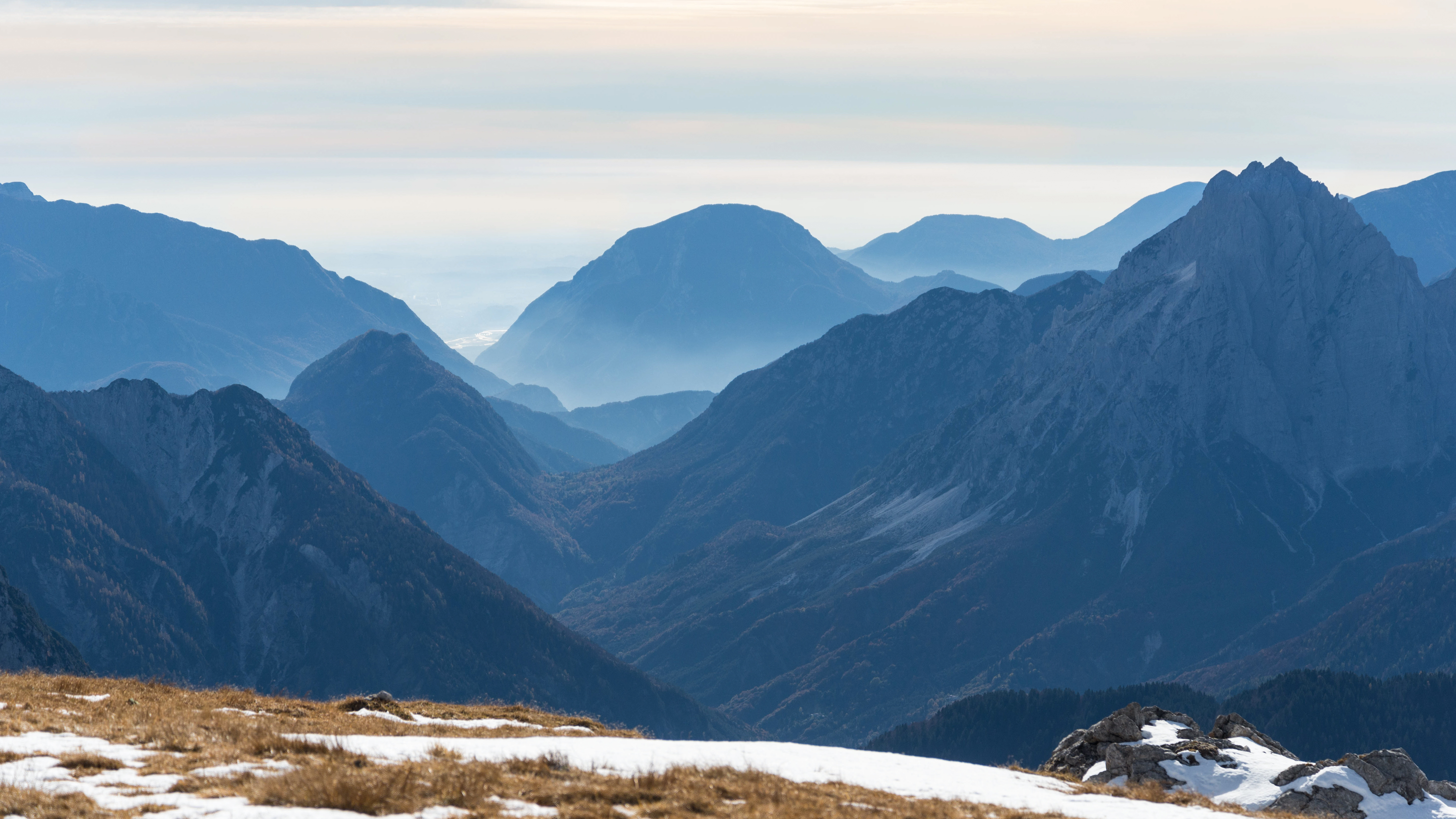
Vom Rosskofel mit Blickrichtung zum südlichen Alpenrand und norditalienischer Tiefebene
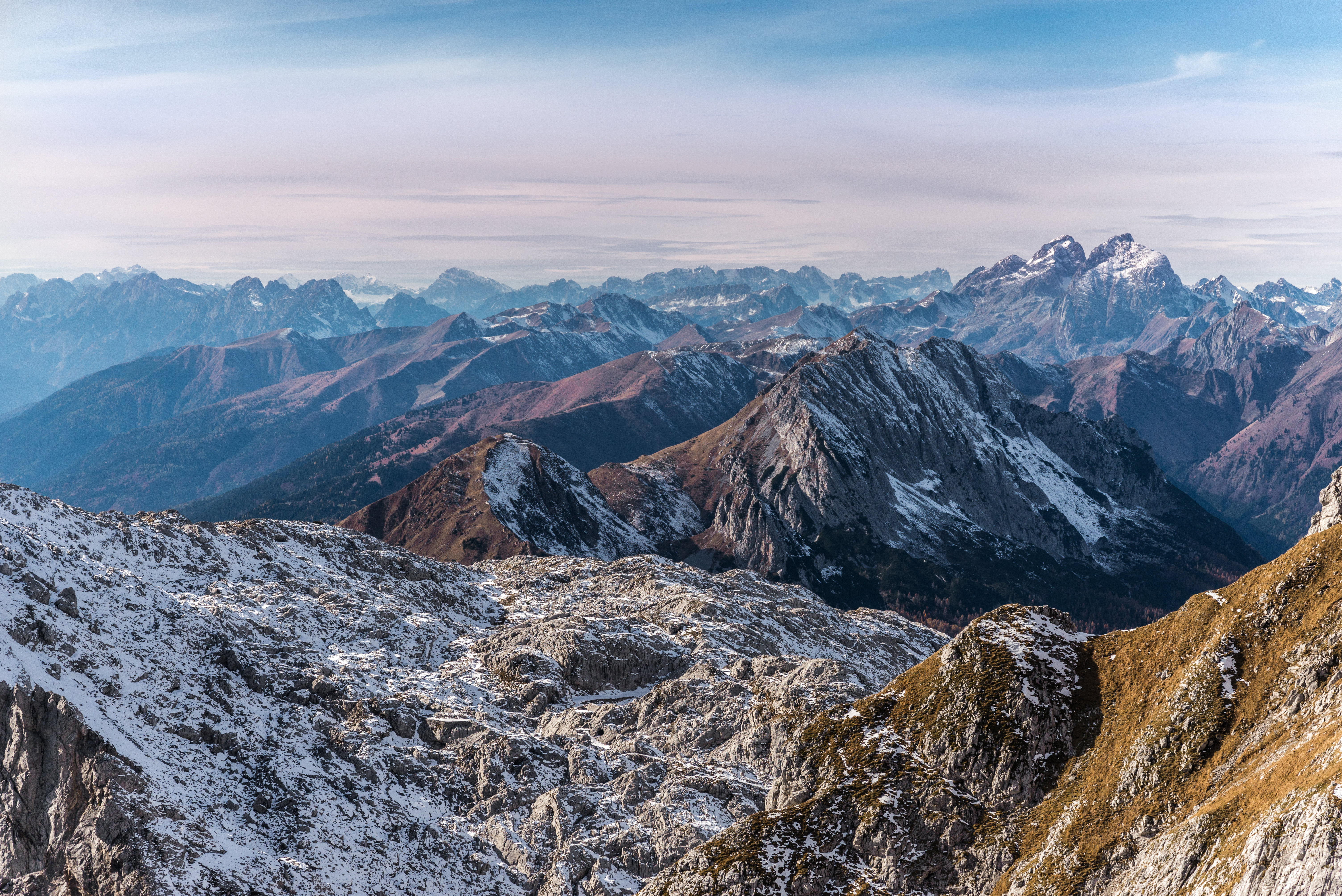
Vom Rosskofel mit Blickrichtung Westen
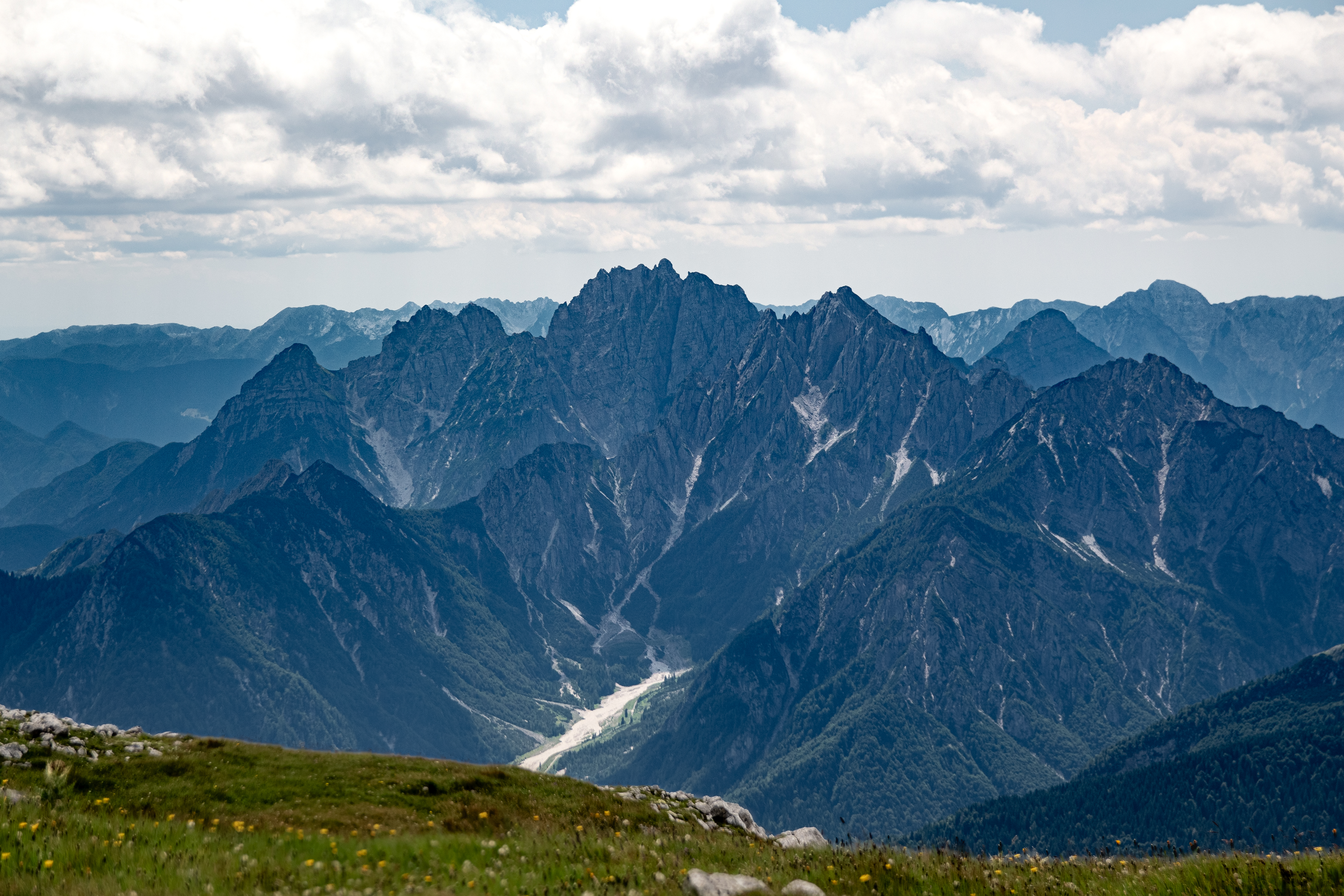
Blick vom Rosskofel auf die Gleris-Gruppe